# This is the LAZY
『This is the LAZY』（ディス・イズ・ザ・レイジー）は、1978年3月5日に発売されたレイジーのアルバム。

## 解説
レイジーにとって初のアルバム。全11曲中6曲がシングルで先行発売されていたもの。本アルバムで初公開となった曲も、シングルの候補だった。そのためメンバーは「アルバムを作った」という意識が乏しかったらしく、後に高崎晃は「バンド活動しているという実感は得られなかった」「シングルのAB面の曲と、シングル候補だった曲を集めた様な内容」、井上俊次は「気がついたら出ていたという感覚が強い」、影山ヒロノブは「よく覚えていない」と語っている。
LPにはポートレートが封入されていた。これはCDではPaper Sleeve Collectionでのみ再現されている。

## 収録曲
- SIDE A

1. レイジーのテーマ
作詞・作曲：都倉俊一／編曲：井上鑑
2. ヘイ! アイ・ラブー・ユー!
作詞：森雪之丞／作曲・編曲：馬飼野康二
3. 赤頭巾ちゃん御用心
作詞：杉山政美／作曲・編曲：都倉俊一
4. ハロー・ロスアンジェルス
作詞：杉山政美／作曲：かまやつひろし／編曲：井上鑑
5. レターでキッス
作詞・作曲：森雪之丞／編曲：レイジー

- SIDE B

1. カムフラージュ
作詞：松任谷由実／作曲・編曲：都倉俊一
2. 恋のピエロ
作詞：杉山政美／作曲・編曲：都倉俊一
3. 恋はアクション映画
作詞：森雪之丞／作曲・編曲：馬飼野康二
4. クィーンにふさわしい
作詞：松任谷由実／作曲・編曲：都倉俊一
5. OK!
作詞・作曲：森雪之丞／編曲：馬飼野康二
6. ダンス・ウィズ・ミー
作詞・作曲：森雪之丞／編曲：レイジー

## 曲解説
1. レイジーのテーマ
タイトル通り、バンドのテーマ曲。「地獄の天使」のB面としてシングルカットされた。
2. ヘイ! アイ・ラブ・ユー!
デビュー曲。
3. 赤頭巾ちゃん御用心
20万枚以上の売り上げを記録した、レイジー初のヒットシングル。
4. ハロー・ロスアンジェルス
レイジーにデビューの誘いをかけたかまやつひろしが作曲。本アルバム収録曲の中では大人びたイメージが際立っている。
5. レターでキッス
6. カムフラージュ
2枚目のシングル。
7. 恋のピエロ
「赤頭巾ちゃん御用心」のB面。
8. 恋はアクション映画
9. クィーンにふさわしい
「カムフラージュ」のB面。
10. OK!
「ヘイ! アイ・ラブ・ユー!」のB面。
11. ダンス・ウィズ・ミー
影山ヒロノブ、井上俊次、田中宏幸の3人がリードボーカルをとっている。演奏が終わった後、「ヘイ! アイ・ラブ・ユー!」の間奏が挿入されつつフェードアウトする。